# عبدالحکیم عبدالله
عبدالحکیم عبدالله (انگلیسی: Abdel-Hakim Abdallah؛ زادهٔ ۱۸ اوت ۱۹۹۷) بازیکن فوتبال اهل فرانسه است.
وی همچنین در تیم ملی فوتبال اتحاد قمر بازی کرده‌است.